# Marijina poroka (Campin)
Marijina poroka ali tudi Marijina zaroka je slika Roberta Campina datirana okoli 1420-1430, v tehniki olje na hrastovi tabli. Slika naj bi simbolično predstavljala na prehod iz Stare v Novo zavezo, ki je izražen z ikonografijo (tj. Marijino zgodbo) in prikrito simboliko (denimo slogom arhitekture). Leta 1584 je slika prišla v špansko kraljevo zbirko v El Escorialu, od tam pa kasneje v muzej Prado, kjer jo še vedno hranijo. To delo Roberta Campina je eno njegovih zgodnejših in je bilo nekoč pripisano njegovemu učencu Rogierju van der Weydnu, ki je bil v njegovi delavnici v letih 1410-1420. V ozadju levo je romanska stavba, ki predstavlja Jeruzalemski tempelj, v katerem se odvija Čudež Jožefove vzcvetele palice, s katerim je bil Jožef izbran za Marijinega ženina. Ta centralno zasnovana arhitektura ima slikana okna in bogat kiparski okras s prizori iz Stare zaveze (na primer Abraham žrtvuje Izaka ali Prizori iz zgodbe Adama in Eve). V ospredju desno pa je predstavljena zaroka Marije in Jožefa pred nedokončanim portalom gotske cerkve. 

## Slog
Znano je bilo, da je Robert Campin delal v mednarodnem gotskem slogu. To je razvidno na sliki na desni strani, kjer je nedokončana gotska stolnica. Na to kažejo podrobnosti na stebrih, z ostrimi črtami in koničastimi loki v primerjavi z zaobljenimi loki romanske arhitekture na levi strani slike. V romanski stavbi so vitraži s prizori iz Stare zaveze. Robert Campin se je naučil slikati romansko arhitekturo z opazovanjem fresk s podobno arhitekturno strukturo. Pregledoval je romanske napise in deloma uporabil svojo domišljijo, da je ustvaril delo, ki se je dogajalo v njegovem življenju. Prej omenjeni mednarodni gotski slog je na ogled v bogatih barvah, ki jih zagotavljajo garderoba ljudi. Na sliki je zastopana tudi velika količina naturalizma, kar je razvidno iz izraza na obrazih figur, ki jim je dodano več podrobnosti, in natančno prikazuje življenje. Poleg tega so črte in površinske podrobnosti arhitekture in stebrov glavni poudarek slike, saj je vsaka črta jasno vidna. Nazadnje je bila slika naslikana v olju na hrastovi tabli.

## Interpretacija
Glavna zgodba umetniškega dela, zaroka Jožefa in Device Marije, ni prišla iz Biblije, temveč iz apokrifnih virov, kot je Zlata legenda. V arhitekturi slike so tudi okna iz svetega stekla, ki prikazujejo prizore iz Stare zaveze, ki naj bi oznanili odrešenje Kristusa. Erwin Panofsky je verjel, da je Marijina poroka zgodba o odrešenju. Simbolika gotske arhitekture na desni je povezana s skorajšnjim prihodom novega zakona pod Jezusom. Na levi strani Campin prikazuje Jožefa, ki bo zaročen z Marijo, kar pomeni, da Jezus še ni bil rojen. To krepi sporočilo, da je romanska arhitektura simbolična za Staro zavezo, ki predstavlja čas, ko se je judovstvo pogosto izvajalo in sledilo. Novejša gotska arhitektura predstavlja Novo zavezo, saj je bil novi zakon krščanskega verovanja. Panofsky je menil, da naj bi bila nedokončana arhitektura prispodoba za začetek krščanstva. Panofsky je na to sliko Roberta Campina gledal kot na obliko prikrite simbolike, saj obstajajo znaki skritih pomenov, ki živijo v arhitekturi njegove slike. Sem spadajo tudi nekatere figure v njegovih umetniških delih.

## Ikonografija
Ikonografija, predstavljena v Marijini poroki, je Čudež cvetoče palice. Po besedah Erwina Panofskega sta staro in novo postavitev izraženi z dvema zgradbama, ki nista natančni upodobitvi stavb, iz katerih črpata navdih. Na primer, kupolasta stavba na levi lahko predstavlja Jeruzalemski tempelj. Čudež palice predstavlja velikega duhovnika Abitharja, ki daje daritve v Svetih svetih, notranji sobi svetišča v judovskem templju.  Nastavitev svetega para se dogaja na vhodu v gotski vhod, ki je edini zaključeni del stavbe. Marijina poroka je zavestno prizadevanje za to, kar naj bo kontrast med 'staro' in 'novo' arhitekturo. Čudež palice in zaroka Jožefa in Marije se pojavita hkrati. Čudež palice predstavlja pravno državo v času judovstva. Zaroka Jožefa in Marije pomenijo bližajoči se prihod nove dobe. Ta doba predstavlja krščanstvo in kako se razlikuje od judovstva.

## Galerija
- Sveti Jakob in sveta Klara (1427), Robert Campin, Prado. Hrbna stran Poroke
- Oznanjenje (1420-25), Robert Campin, Prado